# 畢爾包市政廳

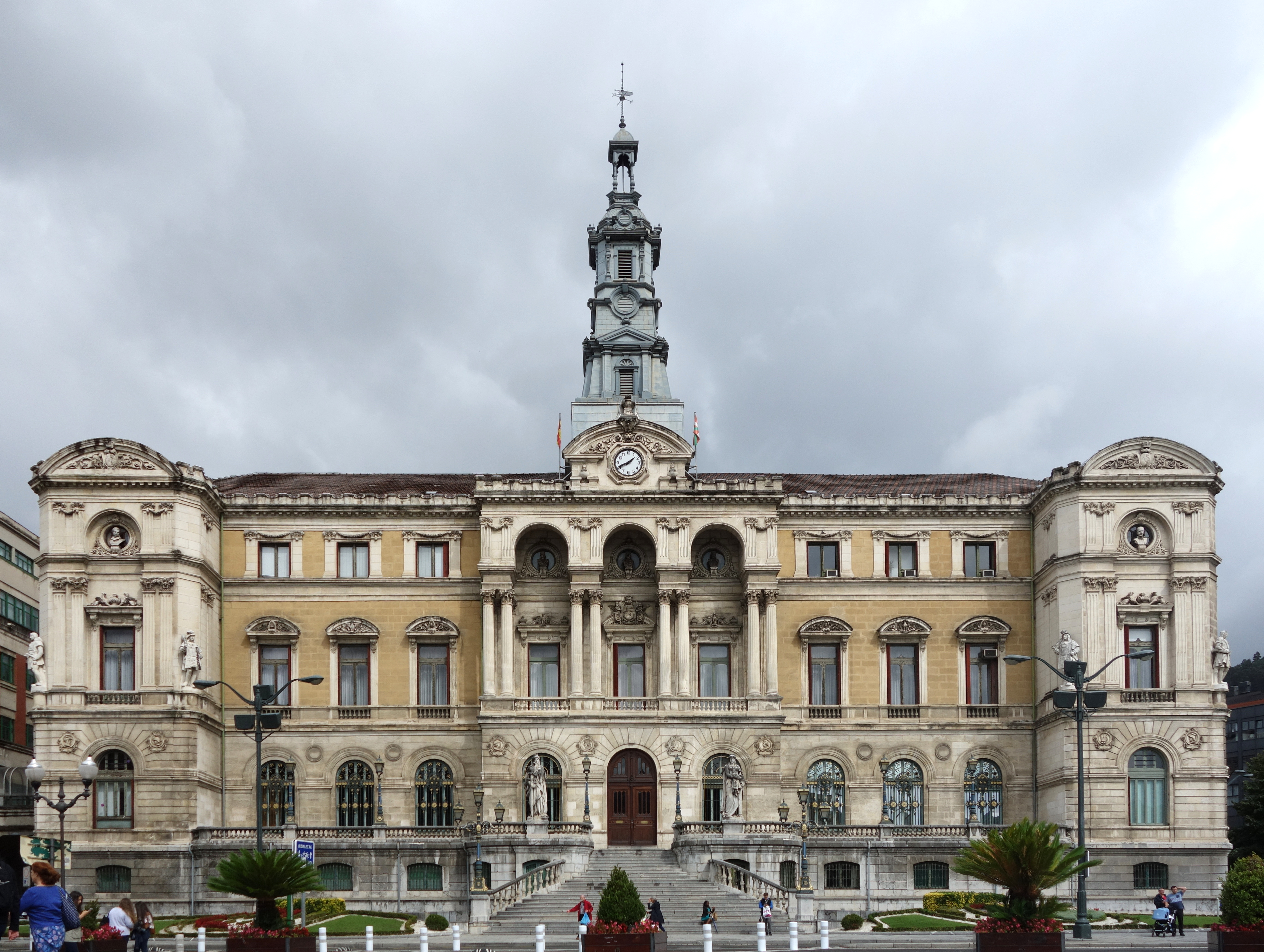
市政廳

畢爾包市政廳是西班牙城市畢爾包的市政廳，位於畢爾包河口的右岸，通過一座上開橋和阿萬多地區連接。畢爾包市政廳修建於1892年，設計者是Joaquín Rucoba，建築外觀是巴洛克風格建築。在1890年以前。畢爾包市政廳位於舊城區。
43°15′51″N 2°55′25″W / 43.2642°N 2.9235°W